# Michele D'Oppido
Michele D'Oppido (Crotone, 10 febbraio 1949) è un ex nuotatore italiano.

## Biografia
Ha un fratello, Antonio, anch'egli ex nuotatore.
Vive a Roma dal 1967.

## Carriera
Partecipò con la nazionale italiana di nuoto ai Giochi olimpici di Città del Messico 1968 nelle categorie 100 m stile libero, 200 m misti e 400 m misti, senza però riuscire a raggiungere la fase finale.
Ottenne un 5º posto agli Europei di nuoto di Barcellona 1970 nella categoria dei 200 m misti.